# Râul Cincu
Râul Cincu este un afluent al râului Olt. 

## Hărți
- Harta Județului Brașov